# Ouragan Humberto (2001)
Pour les articles homonymes, voir Cyclone tropical Humberto.
L'ouragan Humberto est le dixième cyclone tropical, la huitième tempête tropicale, et le quatrième ouragan de la saison cyclonique 2001 dans l'océan Atlantique nord dans le bassin de l'océan Atlantique.
Il restera durant toute son existence au-dessus de l'Atlantique nord, et n'approchera que d'assez loin les Bermudes, sans y provoquer d'effets notables. Il s'est développé dans le sillage de l'ouragan Gabrielle. Il sera un ouragan modérément puissant qui atteindra par deux fois la catégorie 2, avant que ses restes ne soient repris dans la circulation d'Ouest.

## Évolution météorologique de Humberto

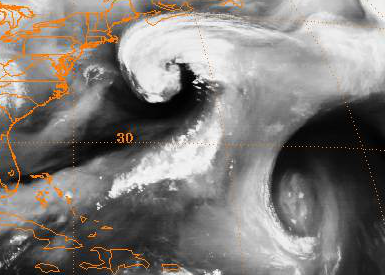
L'ouragan Gabrielle est au nord et au centre de l'image, le creux est l'amas blanc au centre, et la dépression coupée à gauche, arrivant de l'est

Durant sa traversée de l'Atlantique, l'ouragan Gabrielle présente une structure assez peu tropicale, avec un schéma en virgule s'étendant du nord vers le sud-ouest. Durant la journée du 17 septembre, la bande convective au sud-ouest se détache de la circulation et forme un creux barométrique isolée qui tire sa source d'énergie de l'interaction barocline entre une masse d'air sec s'introduisant dans l'ouragan Gabrielle et la masse d'air chaude et humide de l'Atlantique subtropicale. Une dépression coupée se déplace vers l'ouest, et arrive au-dessus du creux barométrique le 18 septembre, à 1 100 kilomètres au sud-sud-est des Bermudes.
L'interaction entre ce creux et cette dépression coupée se fait favorablement et commence une phase de cyclogénèse tropicale. Le 20 septembre, la dépression a une nature suffisamment organisée et tropicale pour déclencher la classification selon la technique de Dvorak. La dépression se déplace alors globalement vers le nord-ouest, sur le flanc sud de l'anticyclone des Bermudes. À la suite de son développement, elle est classifiée dépression tropicale Dix à 12 h TUC, à environ 790 kilomètres au sud des Bermudes et à 870 kilomètres au nord-nord-est de Porto Rico.
Durant la journée du 21 septembre, et les premières heures du 22 septembre, la dépression tropicale Dix a une bonne présentation sur les images satellites, marqué par une bonne divergence d'altitude, des bandes convectives et de la convection atmosphérique. Pourtant, les différentes reconnaissances aériennes montrent que le centre est mal défini et que les vents soutenus sont faibles. Cela est sans doute dû au découplage entre le centre de surface et celui d'altitude. La dépression tropicale Dix est incliné verticalement, et si le centre d'altitude apparaît être sous la convection, le centre de surface reste exposé vers l'ouest. Une dépression d'altitude est positionné au sud-ouest de la dépression, soit directement au nord d'Hispaniola. Elle provoque un cisaillement de vent du sud.
La dépression Dix se déplace alors vers le nord-ouest. Elle est alors prise entre l'anticyclone des Bermudes au nord de sa position, et de la dépression d'altitude au sud-ouest. La dépression tropicale Dix, en gagnant de la longitude, parvient à la périphérie de l'anticyclone subtropical, et va progressivement tourner vers le nord.
Après des difficultés à s'organiser, la dépression tropicale atteignit finalement le statut de tempête tropicale, nommé Humberto, le 22 septembre à 12 h UTC. Elle est alors à 510 kilomètres au sud-sud-est des Bermudes. Le centre de surface est resté alors plutôt petit, et déplacé par rapport au centre d'altitude, mais il était alors mieux défini.
Humberto était alors au-dessus d'eaux chaudes, et le cisaillement de vent restait plutôt faible. Il a ainsi continué à se renforcer, développant par la suite une couverture nuageuse centrale dense. Vingt-quatre heures plus tard, Humberto est devenu un ouragan, le 23 septembre à 12 h UTC. Il a développé par la même occasion un œil, de 45 kilomètres de diamètre environ. Poursuivant son renforcement, il a atteint son premier pic d'intensité, devenant ouragan de catégorie 2 le 24 septembre à 0 h UTC. Les vents sont alors soutenus à 85 nœuds, alors que la pression est de 983 hPa. La pression était un peu élevée par rapport à la vitesse des vents, mais s'expliquait par l'environnement anticyclonique où circulait Humberto. Ainsi, l'isobare fermé le plus externe est celui de la pression 1 014 hPa ou 1 016 hPa. De même, Humberto reste un ouragan compact avec des vents de force de tempête tropicale à une distance maximale de 165 kilomètres.

Humberto, isolé de la dépression. L'enroulement cyclonique de cette dernière est visible à l'extrême gauche

En fin de journée du 23 septembre, un creux barométrique approcha la côte est des États-Unis. Il évoluera finalement en une puissante dépression. De plus, Humberto approche de l'axe de la crête subtropicale. En conséquence, l'ouragan vira à l'est et prit une trajectoire au nord-est.

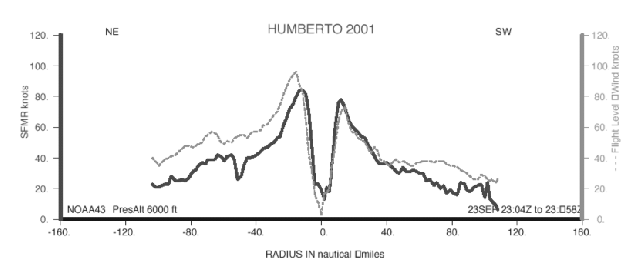
Profils des vents à travers Humberto, à l'altitude 850 hPa (ligne grise) et à la surface (ligne noir). L'œil, zone calme et avec des vents faibles, et visible au centre. Le profil date du 23 septembre au soir

Le 24 septembre, l'ouragan commença à faiblir en approchant des eaux moins chaudes de l'Atlantique nord. De plus, sa remontée au nord le place dans le courant d'ouest qui augmente légèrement le cisaillement du vent. Les conditions ne sont pour autant pas très défavorables, et Humberto maintint l'intensité d'un ouragan minimal, soit 120 km/h de vents soutenus. De manière inattendu, le 26 septembre, Humberto se renforce rapidement et acquiert un œil bien défini de 28 kilomètres de diamètre. Cette petite surprise est liée au développement de la dépression au-dessus des Grands Lacs qui l'approche.
Comme Humberto restera dans le secteur chaud de ce système et que la dépression est extrêmement puissante, placée sous un courant-jet de 200 km/h qui alimente une stabilisation de l'atmosphère autour de l'ouragan. Celui se retrouva ainsi isolé du cisaillement du vent, du flux d'ouest rapide ; tandis qu'il restait au-dessus d'eaux suffisamment chaudes pour maintenir une convection profonde. Pour la deuxième fois, il atteignit la catégorie 2, avec des vents soutenus à 167 km/h, le 26 septembre à 12 h UTC. Il était alors à 325 kilomètre au sud-sud-est de l'Île de Sable.Il ralentit également sensiblement, bien qu'il poursuivit une trajectoire au nord-ouest.
C'était là son chant du cygne car très au nord, Humberto ne tarda pas à rencontrer les eaux froides de la région. De plus, il se fit rattraper par la circulation d'ouest. Il accélèra alors sensiblement en direction de l'est, et sa vitesse de déplacement atteignit 52 km/h. Subissant un très fort cisaillement puisqu'il rencontre le courant-jet polaire, redevient une tempête tropicale le 27 septembre à 12 h UTC à 650 kilomètres au sud est de Cap Race, Terre-Neuve. Il se dissipa le soir même.

### Campagne Camex

Les précipitations de l'ouragan Humberto, le 24 septembre

Humberto a été étudié en détail dans le cadre du projet CAMEX (Convection And Moisture EXperiment, en français expérience de la convection et de l'humidité). L'image montre les données concernant les précipitations d’Humberto en regardant vers le nord-ouest. À l'avant-plan se situe une large bande convective. Au centre de l'image, on remarque le mur de l'œil avec un anneau de fortes précipitations en rouge, et au centre, le tunnel sans précipitations de l'œil. L'échelle des couleurs s'établit ainsi : en jaune, 13 mm/h ; en vert, 25 mm/h ; en rouge, 51 mm/h.

## Impact
Avant son passage par les Bermudes, le National Hurricane Center a informé les résidents devaient surveiller les progrès d’Humberto jusqu'à ce qu'il soit passé en toute sécurité. Le 23 septembre, les vents de force d'ouragan s'étendaient à 50 km du centre, tandis que les vents de force de tempête tropicale (65 à 105 km/h) allaient qu'à 170 km du centre. La trajectoire passa assez loin des Bermudes pour que les vents soutenus atteignent seulement de maximum 44 km/h et les rafales à 69 km/h des cumuls de pluie de 43 mm.
Seuls deux navires ont enregistré des vents de force de tempête tropicale, tous deux éloignés du centre et des vagues de forte amplitude ont été enregistrées le long de la côte du New Jersey. En septembre 2001, deux hommes ont cherché à battre le record de la traversée la plus rapide de New York à Melbourne, en Australie et Humberto a légèrement perturbé la première section de leur voyage, mais ils ont finalement battu le record de 28 heures,. Plus tard dans sa trajectoire, plusieurs avertissements maritimes ont été émis pour les zones de pêche au sud des provinces de l'Atlantique du Canada, mais aucun temps violent n’a affecté le littoral atlantique du Canada.
Dans l’ensemble, il n’a pas été fait état de victimes ni de dommages causés par l’ouragan.